# جن لوینسون
جنت لوینسون (پیش‌تر لوینسون-گولد) یک شخصیت تخیلی در مجموعه تلویزیونی کمدی موقعیت آمریکایی اداره است. همتای او در مجموعه تلویزیونی بریتانیایی اصلی جنیفر تیلور-کلارک است. او توسط ملورا هاردین به تصویر کشیده شده‌است. او معاون مدیرعامل فروش‌های شمال شرقی داندر میفلین است و به‌طور مستقیم بر مدیر منطقه‌ای شعبه اسکرانتون، مایکل اسکات نظارت دارد. شخصیت او برای رابطه ناکارآمدی که از قسمت «مشتری» در فصل دوم تا قسمت «مهمانی شام» در فصل چهارم با مایکل داشته شناخته شده‌است. شخصیت‌های مایکل و جن تضادهایی دارند که باعث طنز زیادی در مجموعه می‌شود، به ویژه در برخوردهای اجتماعی و تخصصی‌شان. با این حال ذهنت نامنظم و سلطه‌طلبی جنسی او سرانجام باعث اخراج شدن او از داندر میفلین شد.